# 佐々木博史
佐々木博史（ささき ひろふみ、1976年9月15日 - ）は、日本の作曲家、編曲家。長野県長野市出身。長野県長野高等学校、埼玉大学卒業。

## 来歴
2000年4月、コナミ（現コナミデジタルエンタテインメント）入社。同年『GUITARFREAKS（以下GF） 4thMIX』&『drummania（以下dm） 3rdMIX』で、ボン・ジョヴィのカバー曲「BAD MEDICINE」のアレンジを行い、GITADORAシリーズに参加。
翌2001年、『GF5th』&『dm4th』&『KEYBOARDMANIA 3rdMIX』にてENCORE STAGE専用のオリジナル曲「The Least 100sec」を発表。以降も「子供の落書き帳」「Concertino in blue」と立て続けにENCORE STAGE専用曲を提供する。また『MAMBO A GO GO』や『pop'n music』にも楽曲を提供。
2002年6月、コナミを退社しフリーランスに。在職中に手がけた楽曲は、同年8月30日稼動の『GF8th』&『dm7th』に「To the IST」（Glancer名義）が、同年11月29日稼動開始の同・power-up ver.に「たまゆら」が、それぞれ収録された。自身は前者の曲を「ひとつの終幕」、後者を「アンコール」となぞらえた。
コナミ退社後は、外部アーティストとして『GF10th』&『dm9th』に「Timepiece phase II」を提供。この曲は作曲のみで、シーケンス（ゲーム内の譜面配置など）は元同僚のあさきが担当し、佐々木自身は「すっきりした気分で曲を作ることが出来ました」と振り返っている。さらに『GF11th』&『dm10th』でaiko「花火」のカバーや、あさきのアルバム『神曲』へのピアニストとしての参加など、2005年頃まではフリーとしてコナミに関与していた。同じく元同僚の桜井敏郎のバンド「dB COMMUNICATION」にも参加したが、のちに解散。
2008年、嵐の楽曲「忘れられない」の編曲を契機に、編曲家としても活動。2011年には橋幸夫に楽曲「鶴」を提供するなど、幅広いジャンルを手がけている。

## 作品

### アーティスト
嵐
- 忘れられない（編曲）
- 曇りのち、快晴（矢野健太 starring Satoshi Ohno）（QQと共編曲）
- 明日の記憶（石塚知生と共編曲）
- Monster（吉岡たくと共編曲）
- マダ上ヲ（吉岡たくと共編曲）
- Magical Song（相葉雅紀）（Martin Ankeliusと共編曲）
- Don't stop（編曲）
- over（編曲）
- あの日のメリークリスマス（編曲）
- Lotus（iiiSAKと共編曲）
- morning light（編曲）
- 遠くまで（編曲）
- together, forever（編曲）
- ひとりじゃないさ（編曲）
- voice（編曲）
- Cosmos（編曲）
- Breathless（編曲）
- モノクロ（編曲）
- 愛を歌おう（編曲）
- 誰も知らない（BJ Khanと共編曲）
- キミの夢を見ていた（編曲）
- One Step（編曲）
- Sakura（編曲）
- 愛を叫べ（100+と共編曲）
- 日本よいとこ摩訶不思議 covered by 嵐（編曲）
- Make a wish（編曲）
- affection（編曲）
- Daylight（編曲）
- 花（編曲）
- Baby blue（松本潤）（編曲）
- Don't You Get It（吉岡たくと共編曲）
- つなぐ（Peter Nordと共編曲）
- 「未完」（編曲）
- UB（相葉雅紀・二宮和也）（編曲）
- 君のうた（編曲）
- 僕らの日々（編曲）
- I Can't Wait For Christmas（編曲）

A.B.C-Z
- All My Everything（編曲/プログラミング）

FTISLAND
- WINTER's NIGHT（SHUSUIと共作曲）

KAT-TUN
- Sweet Birthday（Christoffer Lauridsenと共編曲）

櫻坂46
- 君と僕と洗濯物（編曲）

ジャニーズWEST
- いまだ!!

SHUSUI
- 世界で2番目に好きな人（SHUSUIと共作曲）

STATION IDOL LATCH!
- Way Up High（youth caseと共編曲）

超ときめき♡宣伝部
- ハピラブルー!（編曲）

超特急
- a kind of love（編曲）

徳永ゆうき
- 車輪の夢（編曲）

なにわ男子
- Good Day!!（編曲）[6]
- Dreamin' Dreamin' Lovin'（編曲）[7]
- Emerald（編曲）[7]
- 君に恋をした（編曲）[8]
- Dance in the Rain（編曲）[9]
- Poppin' Hoppin' Lovin'（編曲）[10]
- Tick Tack Heart（編曲）[10]
- Melody（編曲）[10]
- Snowy Love（編曲）[11]

NEWS
- ミステリア（編曲）

乃木坂46
- I see…（編曲）
- 他人のそら似（編曲）

橋幸夫
- 鶴（作曲・編曲）

Hey! Say! JUMP
- すまいるそんぐ（SHUSUIと共作曲）
- やんちゃなヒーロー（Hey! Say! 7）（編曲）
- Swinging days（編曲）
- 流星の詩（薮宏太）（編曲）
- トレンディーラブ #REIWA（中島裕翔＋髙木雄也）（編曲）
- 波の上で会いましょう（Stephan Elfgrenと共編曲）
- UTAGE Tonight（編曲）
- Last Mermaid…（編曲・キーボード・プログラミング）
- BOW WOW SONG（Additional Arrange）
- Last forever（編曲・キーボード・プログラミング）
- Lovely Dance（Xiscoと共編曲）
- Break The Wall（編曲）

由薫
- Fish（編曲）
- Yesterday（編曲）
- ヒヤシンス（編曲）
- my friend（編曲）

### BEMANIシリーズ
- The Least 100sec（GF5th / dm4th / KM3rd / beatmania&beatmania III THE FINAL / Dance Dance Revolution EXTREME / pop'n music（ee'MALL配信曲、14 FEVER!で解禁） / 家庭用beatmania IIDX 14 GOLD / REFLEC BEAT colette / ノスタルジア）
- BOBBY SUE AND SKINNY JIM（GF6th / dm5th：この曲のボーカル・Raj Ramayya名義）
- 子供の落書き帳（GF6th / dm5th / pop'n music（ee'MALL 2nd avenue配信曲、15 ADVENTUREで解禁）/  家庭用beatmania IIDX 15 DJ TROOPERS： J.S.バッハの「主よ、人の望みの喜びよ」のプログレアレンジ）
- DEPARTURE（GF7th / dm6th：この曲のボーカル・AKINO LEE名義）
- Concertino in blue（GF7th / dm6th / IIDX13 DistorteD / jubeat saucer / pop'n music Sunny Park / ノスタルジア）
- To the IST（GF8th / dm7th：この曲のボーカル・AKAIとのユニットのGlancer名義）
- たまゆら（GF8th / dm7th power-up version / pop'n16 PARTY♪ / 家庭用beatmania IIDX 16 EMPRESS）
- Timepiece phase II（GF10th / dm9th / IIDX20 tricoro / ノスタルジア / pop'n music peace）
- Feux d'artifica（MAMBO A GO GO / pop'n8：Little Shepherd名義、作曲はモッキーSASAMOTO名義）
- Wall Street down-sizer（MAMBO A GO GO / pop'n8 / GF&DM（ee'MALL 2nd avenue配信曲、V3で解禁）：この曲のボーカル・Thomas Howard Lichtenstein名義、作曲はモッキーSASAMOTO名義）
- コキュトス（pop'n13 カーニバル：TOMOSUKEとのユニット・FISH BOYS名義）

### サウンドトラック
- The Least 333sec (GUITAR FREAKS 5thMIX&drummania 4thMIX Soundtracks) -「The Least 100sec」のロングバージョン
- BOBBY SUE AND SKINNY JIM(long version) (GUITAR FREAKS&drummania VOCAL COLLECTION)
- 子供の落書き帳(long version) (GUITAR FREAKS&drummania INSTRUMENTAL COLLECTION)

## その他
- コナミへの在籍はわずか2年、提供曲も10曲ほどながら、複数機種に移植されるなどいずれの楽曲も人気が高い。2007年発売のアルバム『GUITARFREAKS V3 & DRUMMANIA V3 SOUNDTRACKS』にて、既存曲からアルバム収録アレンジバージョン楽曲をアンケートで決める試みが行われ、結果は1位が「Concertino in Blue」、2位が「Timepiece phase II」となり、両曲のアレンジが収録された。また5位は「The Least 100sec」、10位は「DEPARTURE」で、退社から約5年後のアンケートにもかかわらず提供曲がトップ10に4曲ランクインした[12]。
- 『MAMBO A GO GO』でのみ、モッキーSASAMOTOという名義を使用。
- ピアノ他、アルトリコーダー、チェロ、タンバリンの演奏を担当するなど、マルチプレイヤーである一方、楽曲提供はGITADORAシリーズが中心であったにもかかわらず、ギター演奏を担当した楽曲はない。